# Vicente Taiano
José Vicente Taiano Álvarez (5 de abril de 1956, Guayaquil, Ecuador) es un abogado, político y exjuez de Ecuador. Entre los cargos que ha desempeñado destacan asambleísta nacional, asambleísta constituyente, diputado nacional y Juez octavo y noveno de lo Penal de la Provincia de Guayas. Se desempeñó como gobernador de la provincia del Guayas desde el 24 de mayo de 2021.

## Biografía
Nació el 5 de abril de 1956 en Guayaquil. Miembro de una familia de bajos recursos económicos, habitó en el suburbio de la ciudad durante gran parte de su juventud. Estudió en varios colegios, entre los que se cuentan el Aguirre Abad y el Víctor Emilio Estrada, donde terminó el bachillerato.
A los 23 años se graduó de abogado y se orientó a la materia penal. Al año siguiente empezó a dictar cátedra en la Universidad de Guayaquil. Para 1984 era Juez octavo de lo Penal y cuatro años más tarde se convirtió en Juez noveno de lo Penal del Guayas.
Durante este tiempo estuvo afiliado a la Izquierda Democrática.
En la década de los 90 se convirtió en representante legal de la Corporación Noboa, con el tiempo llegando a ser gerente de 12 de las empresas del conglomerado. En el 2000 se desempeñó como procurador de la Superintendencia de Bancos y como representante del Banco Central del Ecuador.
Fue uno de los fundadores del Partido Renovador Institucional Acción Nacional (PRIAN), del empresario Álvaro Noboa Pontón, partido por el que fue elegido diputado en las elecciones legislativas de 2002. Durante este período fue nombrado director nacional del partido y jefe de bloque en el Congreso. Para las elecciones presidenciales de 2006 fue el binomio de Álvaro Noboa en su candidatura a la presidencia; perdiendo en la segunda vuelta ante Rafael Correa, quien obtuvo el 56,67% de votos contra el 43,33% de Noboa.
Fue parte de la Asamblea Constituyente de 2007, en la misma integró la mesa de Justicia y lucha contra la corrupción. En las elecciones legislativas de 2009 fue elegido asambleísta por el PRIAN, manteniendo durante este periodo su puesto de director nacional del partido.
En junio de 2012 anunció su salida del PRIAN aseverando que Álvaro Noboa lo había desautorizado como líder de bloque en la Asamblea al no aceptar la expulsión del legislador Vladimir Vargas, el mismo que había sido expulsado por Taiano por apoyar el proyecto de Ley de Comunicación impulsado por el Gobierno Central. Como respuesta al anuncio de Taiano, Noboa emitió un boletín de prensa en que exigía a su ex-coideario renunciar a su curul en la Asamblea asegurando que "Taiano no fue elegido gracias a su votación, sino a la mía".
Luego de abandonar el PRIAN, Taiano se unió al Partido Sociedad Patriótica, del expresidente Lucio Gutiérrez, y buscó infructuosamente la reelección a asambleísta por dicho partido en las elecciones legislativas de 2013.
Reaparece en la vida política en 2021, siendo designado como Gobernador del Guayas durante el gobierno del presidente Guillermo Lasso.